# Alférez mayor del pendón de la Orden de la Banda

Emblema de la Orden de la Banda.

El alférez mayor del pendón de la Orden de la Banda era un oficial de alto rango de la Corona castellana cuya misión era portar el pendón de la Orden de la Banda, que fue fundada por el rey Alfonso XI de Castilla en 1332.

## Historia
Hasta el siglo XIII sólo había en Castilla un pendón de Castilla y León en el que aparecían castillos y leones, y su misión era, como señaló Jaime de Salazar y Acha, «dar a conocer en cada momento» a las personas dónde se hallaba exactamente el monarca, siendo el alférez del rey el encargado de portar ese pendón, a menos que se viera impedido para hacerlo y debiera ser sustituido por otro caballero. Y hay constancia de que en la batalla del Salado, que se libró en 1340 y constituyó un triunfo rotundo para los castellanos, Juan Núñez III de Lara, que era señor de Lara y de Vizcaya y alférez del rey, debería haber llevado ese pendón, aunque en su lugar lo hizo Pedro Ruiz Carrillo, señor de Villaquirán de las Infantas y posteriormente copero mayor del rey Pedro I de Castilla.
Pero tras la creación de la Orden de la Banda en 1332, durante el reinado de Alfonso XI de Castilla, un oficial conocido como «alférez mayor del pendón de la Orden de la Banda» fue el encargado de llevarlo siempre al frente del escuadrón o hueste que estuviera compuesto por los miembros de la Orden, y su misión por tanto era, como señaló Salazar y Acha, «claramente militar», ya que Alfonso XI fundó la Orden con el propósito de promover entre sus vasallos los ideales caballerescos y las virtudes de la «hidalguía, magnanimidad y cortesanía», como señaló Fernando González Doria en su Diccionario heráldico y nobiliario de los Reinos de España.
El pendón de la Orden de la Banda era un trozo de tela cuadrado de color rojo y atravesado por una «banda dorada engolada en dragantes», y en los siglos finales de la Baja Edad Media acabó por ser el emblema personal y «privativo» del rey junto con el pendón de la Divisa del rey, ya que la bandera cuartelada de los castillos y leones pasó a identificarse con el territorio de Castilla y León en lugar de con la persona del monarca. Pero a finales del siglo XIV y durante todo el siglo XV el pendón de la Divisa del rey pasó a ser el que mostraba el emblema especial, particular y privativo de cada monarca.

La primera guerra civil castellana influyó notablemente en el destino de la Orden de la Banda y también en sus caballeros y emblemas heráldicos, ya que el rey Pedro I de Castilla, hijo y heredero de Alfonso XI, adornó con los escudos de la Orden los Reales Alcázares de Sevilla y los de Carmona, debido a su fama y prestigio, y su hermanastro y rival, Enrique de Trastámara, que era hijo ilegítimo de Alfonso XI y de Leonor de Guzmán, también usó el pendón de la Orden «con un sentido legitimador personal», como señaló Álvaro Fernández de Córdova Miralles. Y además, este autor manifestó que posiblemente ambos diferenciarían los colores del emblema de la banda, y que Pedro I tal vez utilizó el color negro de los comienzos de la Orden, y que su hermanastro Enrique usó la banda de color dorado que se enarboló en la batalla del Salado y que aparece en el Políptico de la Virgen de la Leche, custodiado en la capilla de San Pedro de la Mezquita-catedral de Córdoba, sobre Alfonso Fernández de Montemayor, que en 1367 defendió la ciudad de Córdoba de los ataques de las tropas de Pedro I de Castilla y llegó a ser adelantado mayor de la frontera de Andalucía y consejero del rey Juan I de Castilla.

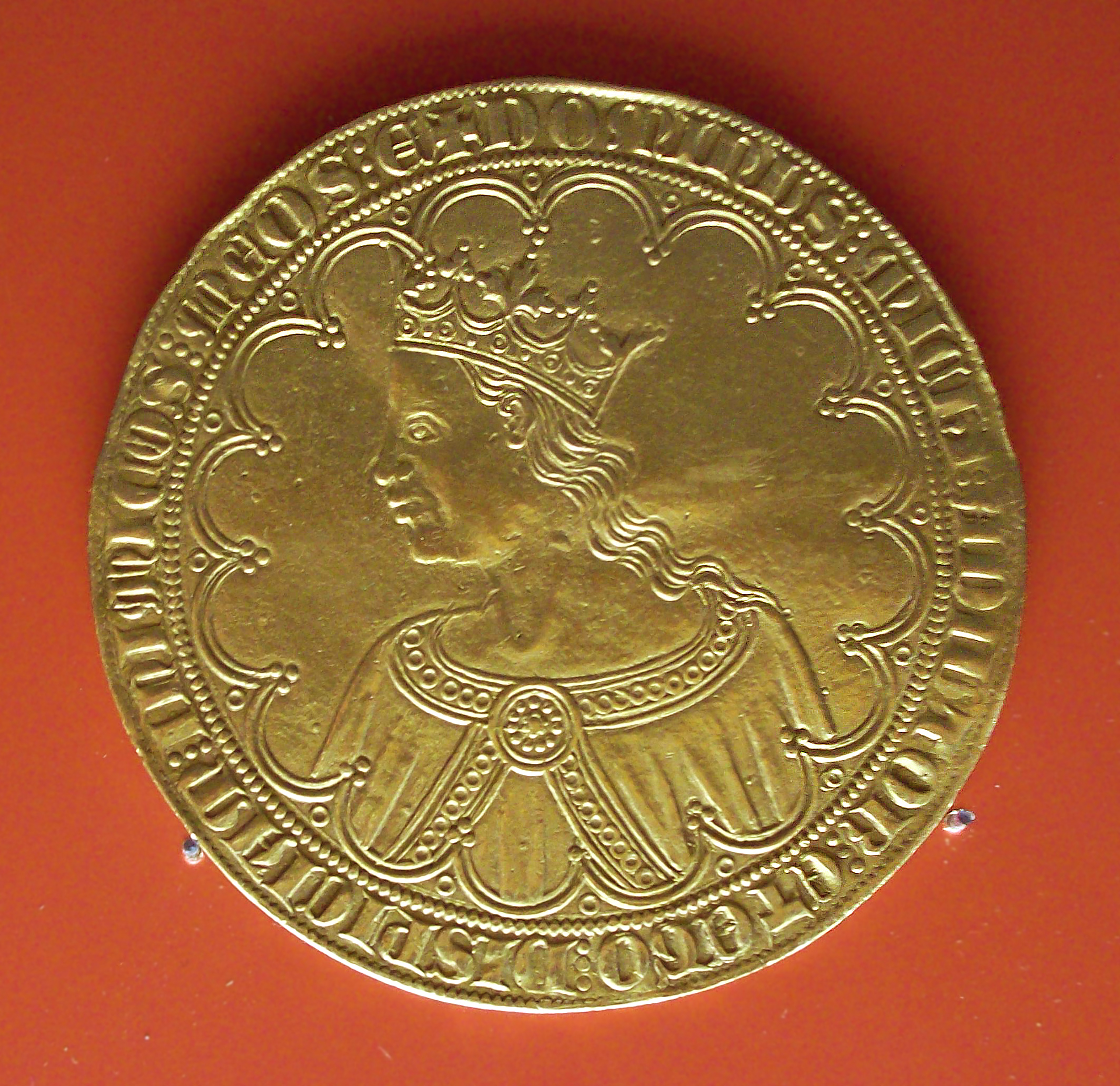
Gran dobla o dobla de a diez de Pedro I de Castilla, hijo y sucesor de Alfonso XI, acuñada en Sevilla en 1360. (M.A.N., Madrid).

Y en la Crónica del rey Don Pedro, que fue citada por Salazar y Acha, consta que cuando Enrique de Trastámara movilizó a sus tropas para luchar en la batalla de Nájera contra las tropas de su hermanastro Pedro I, dispuso que los caballeros de la Orden de la Banda deberían combatir a pie junto a su pendón:

Otrosi ordenó que de los Caballeros de Castilla estoviesen á pie con el su pendon de la vanda estos que aqui se dirá: el Conde Don Sancho su hermano, é Pero Manrique Adelantado mayor de Castilla, é Pero Ferrandez de Velasco, é Gomez Gonzalez de Castañeda, é Pero Ruiz Sarmiento, é Rui Diaz de Rojas, é Sancho Sánchez de Rojas, é Juan Rodríguez Sarmiento, é Rui Gonzalez de Cisneros, é Sancho Ferrandez de Tovar, é Suer Perez de Quiñones, é Garci Laso de la Vega, é Don Juan Remirez de Arellano, é Don Garci Álvarez de Toledo Maestre que fuera de Santiago, e Pero López de Ayala que levaba el pendon de la Vanda, é Juan Gonzalez de Avellaneda, é Men Suarez Clavero de Alcántara, é Garci Gonzalez de Ferrera, é Gonzalo Bernal de Quirós, é otros, que podían ser todos fasta mil omes de armas los que estaban á pie...

 

En la batalla de Nájera los caballeros de la Orden de la Banda combatieron en la vanguardia junto a los mercenarios franceses de Bertrand du Guesclin, y fueron la principal «fuerza de choque», según afirmó Fernández de Córdova, de las tropas de Enrique de Trastámara, que resultaron completamente derrotadas en dicha batalla. Además, Enrique II de Castilla restauró la Orden de la Banda, a fin de aumentar su propio prestigio, convirtió su emblema en su divisa particular, y transformó la Orden, en palabras de Fernández de Córdova, en el «alveolo caballeresco» de la Corona de Castilla. Y aunque Salazar y Acha señaló que el cargo de alférez mayor del pendón de la Banda fue creado durante el reinado de Alfonso XI, Fernández de Córdova afirmó que no hay pruebas de que nadie ocupara el cargo hasta 1367, fecha en que aparece ostentándolo Pedro López de Ayala, de la familia de los López de Ayala, a la que quedaría vinculado por voluntad de Enrique II, según ese autor.

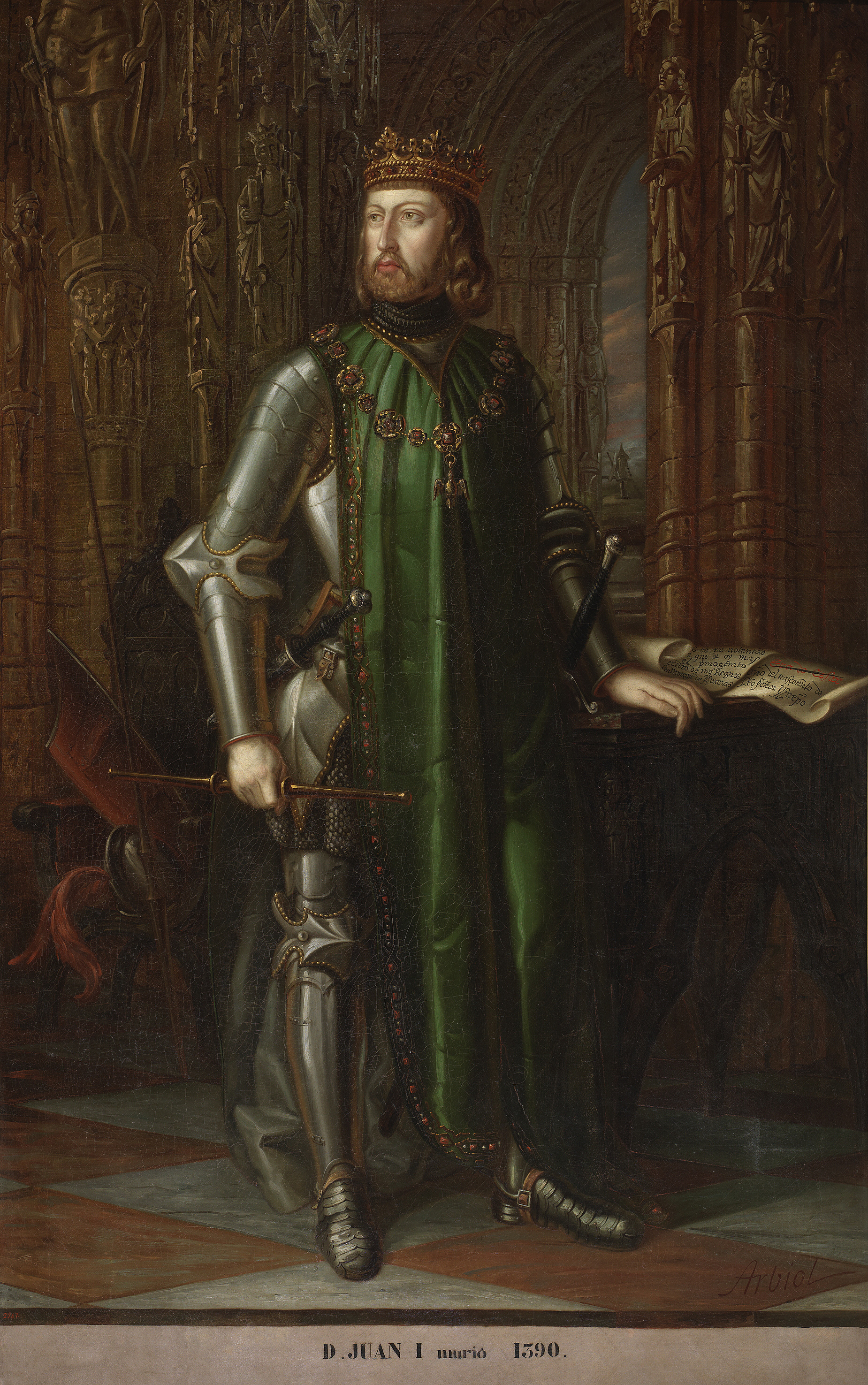
Retrato imaginario de Juan I de Castilla. Vicente Arbiol. 1848. (Congreso de los Diputados de España).

La derrota de los castellanos en la batalla de Aljubarrota, que se libró en 1385 y supuso un desastre para aquellos, también significó un duro revés para la Orden de la Banda, ya que muchos de sus caballeros perdieron la vida en ella, el alférez mayor de su pendón, Pero López de Ayala, fue capturado, y el pendón de la Orden «cayó junto al pendón real». Y Fernández de Córdova señaló que la Orden debió perder tantos miembros en ese enfrentamiento que las mujeres de la ciudad de Palencia fueron recompensadas en 1387 con el emblema de la misma por haberla defendido de los ataques de las tropas del duque de Lancaster, Juan de Gante, que era hijo del rey Eduardo III de Inglaterra y en 1386 invadió Galicia con un ejército para reclamar el trono castellano junto con su esposa, Constanza de Castilla, que era hija del rey Pedro I de Castilla.
Y algunos autores afirmaron que a las mujeres palentinas se les permitió llevar el emblema de la Orden de la Banda en sus vestidos y tocados por haber sustituido a los hombres en la defensa de su ciudad, y Fernández de Córdova añadió que con ello se potenció extraordinariamente la liberalización y apertura de la Orden y pasó a ser una «pseudo orden
clientelar adaptada a las necesidades del rey», ya que había admitido entre sus filas por voluntad de varios monarcas a individuos de otros reinos y religiones e incluso a mujeres. Y, por otra parte, conviene señalar que durante el reinado de Juan I también se crearon los cargos de condestable de Castilla y de mariscal, y los oficiales encargados de portar las insignias del monarca, como el pendón de la Divisa del rey o el pendón de la Orden de la Banda, estaban a sus órdenes.
El cargo de alférez mayor del pendón de la Orden de la Banda desapareció posiblemente a mediados del siglo XV, cuando dejó de ser mencionado en los documentos de la época, y cabe la posibilidad de que hubiera sido ostentado hereditariamente por los condes de Salvatierra de Tormes, pero Salazar y Acha afirmó que no había hallado ninguna mención del cargo entre los miembros de esa familia.

## Alféreces mayores del pendón de la Orden de la Banda

### Guerra Civil Castellana (1366-1369)
- (1367) Pedro López de Ayala.[20] Era hijo ilegítimo de Pedro López de Ayala, adelantado mayor del reino de Murcia, y de Inés de Azagra, y fue señor de Campos, Albudeite y Levadura. Además, en la batalla de Nájera portó el pendón de la Orden de la Banda mientras combatía a favor de Enrique de Trastámara, que posteriormente llegaría a reinar en Castilla como Enrique II.[20]

### Reinado de Enrique II de Castilla (1369-1379)

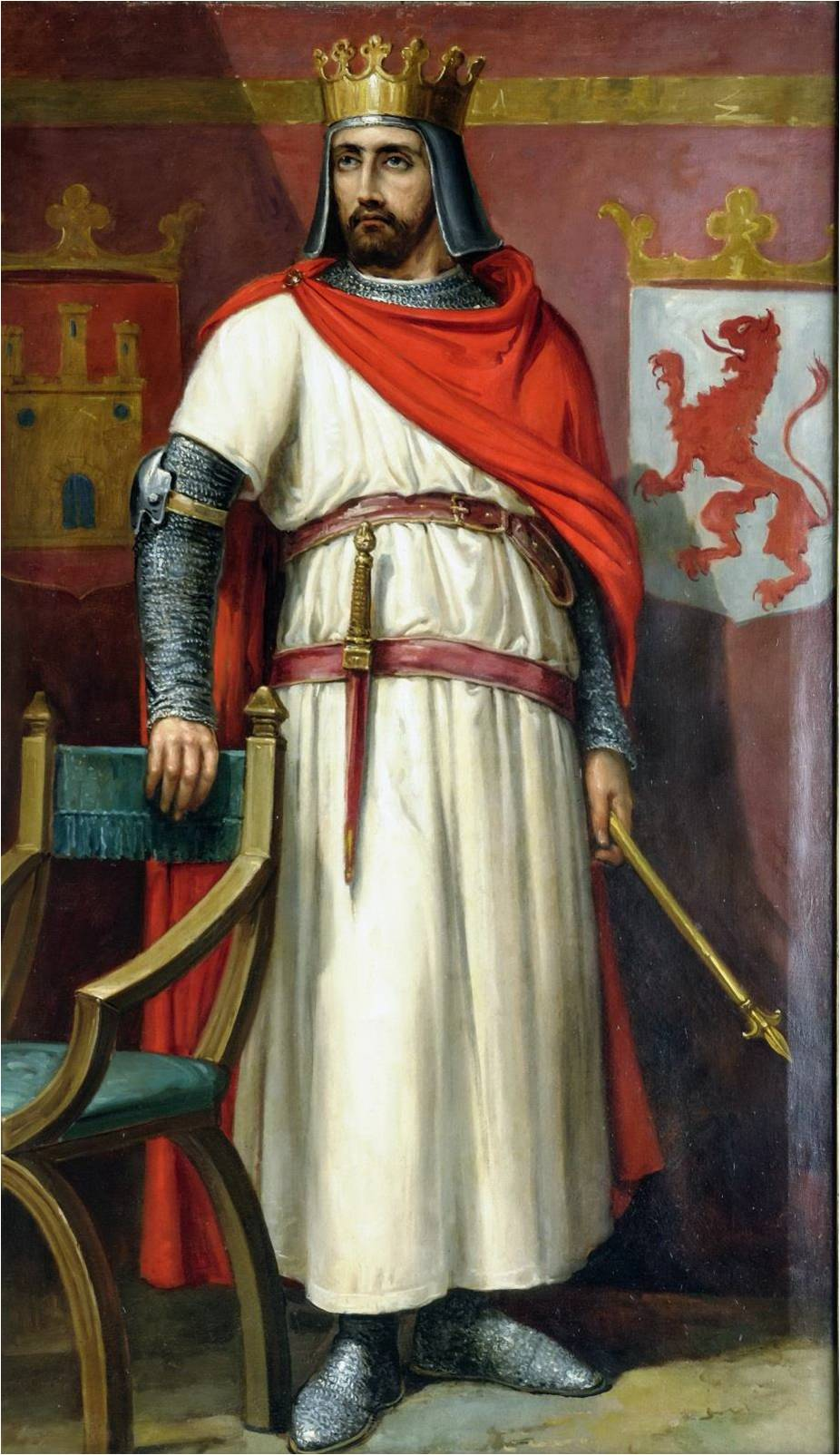
Retrato imaginario de Enrique II de Castilla. José María Rodríguez de Losada. (Ayuntamiento de León).

- (1371-1379) Pero López de Ayala.[21] Era sobrino carnal del anterior[20] e hijo de Fernán Pérez de Ayala, señor de Ayala, y de Elvira Álvarez de Ceballos,[22] y fue señor de Ayala y Salvatierra, canciller mayor de Castilla,[20] camarero mayor del rey Pedro I de Castilla,[23] alférez mayor del pendón de la Orden de la Banda,[21] corregidor[24] y merino mayor de Guipúzcoa,[25] alcalde mayor de Toledo, merino y alcalde mayor de Vitoria,[24] y oidor de la Audiencia Real en el reinado de Juan I de Castilla.[26] Además, este último dispuso en su testamento, otorgado el 31 de julio de 1385, que Pero López de Ayala continuara siendo el alférez del pendón de la Banda cuando subiera al trono su hijo, el infante Enrique de Castilla, que llegaría a reinar como Enrique III en 1390, a la muerte de su padre.[19]

### Reinado de Juan I de Castilla (1379-1390)
- (1379-1385) Pero López de Ayala.[21] En 1385 aún ostentaba el cargo, y en 1402 debió cederlo a su hijo.[27][13]

### Reinado de Enrique III de Castilla (1390-1406)
- (1402) Fernán Pérez de Ayala.[a] Era hijo del canciller Pero López de Ayala y de Leonor de Guzmán, y hay constancia de que cuando su padre cumplió setenta años dejó en sus manos el cargo de alférez mayor del pendón de la Orden de la Banda y el de merino mayor de Guipúzcoa.[22] Además, fue señor de Ayala y de Salvatierra, embajador en el reino de Francia,[22] merino mayor de Guipúzcoa y corregidor en ese territorio,[28] y alférez mayor del pendón de la Orden de la Banda.[22] Falleció en el año 1436,[27] y contrajo matrimonio con María Sarmiento, que era hija del mariscal de Castilla Diego Gómez Sarmiento y de Leonor Enríquez de Castilla y bisnieta del rey Alfonso XI de Castilla.[22]

### Reinado de Juan II de Castilla (1406-1454)
- (1431-1444) Pedro López de Ayala el Sordo.[10] Era hijo de Pedro López de Ayala el Tuerto y de Elvira de Castañeda,[29] y fue señor y posteriormente conde de Fuensalida por concesión del rey Juan II de Castilla, señor de Guadamur, Casarrubios, Arroyomolinos, Peromoro, Cedillo, Huecas y Humanes, aposentador mayor del rey, alférez mayor del pendón de la Orden de la Banda, alcalde mayor de Toledo y también alguacil mayor y alcaide de los alcázares, puertas y puentes de dicha ciudad.[29]
- (1444-1447) García de Herrera. Era hijo de Pedro García de Herrera, mariscal de Castilla y señor de Ampudia, y de María de Ayala, señora de Ayala y de Salvatierra.[30] Y fue señor de Ampudia y de Ayala y alférez mayor del pendón de la Orden de la Banda tras la renuncia de su tío, Pedro López de Ayala, y desde el año 1444 hasta 1447.[22]